# Хохбург
Замъкът Хахберг (Хохберг, Хохбург) (на немски: Burg Hachberg, Hochburg) е руина на средновековен замък близо до немския град Емендинген в Баден-Вюртемберг. След Хайделбергския замък това е вторият по големина замък в Баден. Той е родов замък на маркграфовете на Баден-Хахберг (1161 – 1212).
Създава се вероятно от Хахо от свитата на Карл Велики. В документ от 1161 г. замъкът е наречен Castro Hahberc.
Хайнрих I фон Баден-Хахберг (* пр. 1190, † 2 юли 1231), първият маркграф на Баден-Хахберг, управлява от замъка Хахберг в Южен Баден. На 25 юли 1415 г. маркграф Ото II продава замъка заедно с владенията Хахберг на маркграф Бернхард I от Баден.